# Тернопольский хлопчатобумажный комбинат
Тернопольский хлопчатобумажный комбинат (укр. Тернопільський бавовняний комбінат) — промышленное предприятие в Тернополе, является лидером текстильной промышленности Украины как предприятие с полным производственным циклом. Комплекс занимает площадь в 220 000 кв. м. и состоит из трех фабрик - прядильной, ткацкой и отделочной.

## История

### 1965 - 1991
Строительство комбината началось в 1965 году, в 1967 году были введены в действие первые прядильные машины, в 1969 году - первые ткацкие станки.
В декабре 1970 года на комбинате были введены в эксплуатацию ещё 1200 ткацких станков.
18 марта 1981 года Тернопольский хлопчатобумажный комбинат имени 60-летия Великой Октябрьской социалистической революции был награждён орденом Трудового Красного Знамени.
По состоянию на 1982 год, комбинат изготавливал хлопчатобумажную основу, уточную пряжу, ткани (миткаль, бязь, ситец, мадаполам, сатин, репс и др.); в состав предприятия входили прядильное производство, ткацкое производство, обрабатывающее производство и центральные ремонтные мастерские.
В 1985 году был построен Дом культуры Тернопольского ХБК с залом на 800 мест (архитектор Б. Билоус).
В советское время комбинат входил в число ведущих предприятий города, на балансе комбината находились объекты социальной инфраструктуры города (стадион, Дом культуры и заводские общежития).

### После 1991
После провозглашения независимости Украины государственное предприятие было переименовано и преобразовано в арендное предприятие.
В июле 1995 года Кабинет министров Украины утвердил решение о приватизации комбината во втором полугодии 1995 года, но в дальнейшем это решение было пересмотрено и в июне 1996 года Кабинет министров Украины внёс ХБК в перечень предприятий, приватизация которых осуществляется в соответствии с индивидуальными планами.
В августе 1997 года комбинат был включён в перечень предприятий, имеющих стратегическое значение для экономики и безопасности Украины.
В январе 2000 года Кабинет министров Украины разрешил продажу находившихся в государственной собственности акций предприятия.
После смены собственников в октябре 2002 года были выделены средства на переоборудование производственной базы, весной 2003 года на предприятии была создана дизайн-студия для разработки новых видов тканей, оснащенная компьютерной техникой.
В 2006 году положение предприятия осложнилось в связи с увеличением импорта в страну хлопчатобумажных тканей иностранного производства. 2006 год комбинат завершил с убытком 3,979 млн. гривен.
Осенью 2007 года имел место конфликт между руководством комбината и администрацией города, поскольку руководство предприятия прекратило отопление 30 жилых домов, которое ранее осуществляла заводская котельная. 2007 год предприятие завершило с убытком 26,118 млн. гривен.
Начавшийся в 2008 году экономический кризис осложнил положение комбината, с целью сокращения непроизводственных расходов в 2008 - 2009 гг. 18 заводских общежитий были переданы в коммунальную собственность города.
2012 год комбинат завершил с убытком 12,101 млн гривен.
В январе 2014 года по решению хозяйственного суда Тернопольской области началась санация предприятия.
После начала боевых действий на востоке Украины весной 2014 года комбинат был привлечен к выполнению государственного военного заказа по пошиву военной формы, в первом полугодии 2015 года здесь разработали и сертифицировали, в августе 2016 года - освоили производство двух типов камуфлированной плащевой набивной ткани с пленочным покрытием (с маскировочным рисунком Varan и со специальным маскировочным рисунком), которая изготавливается с использованием красителей немецкого и швейцарского производства.

## Современное состояние
Комбинат входит в число 8 крупнейших промышленных предприятий Тернопольской области (в марте 2016 года численность работников составляла 706 человек), выпускает ткани под торговой маркой "Текстерно" и является монополистом на рынке текстильной промышленности Украины (единственное предприятие на территории Украины, способное выпускать хлопчатобумажные ткани шириной 2,2 - 2,4 м).
Коллекция тернопольских хлопчатобумажных тканей постоянно экспонируется на национальных и международных выставках, в том числе «HEIMTEXTIL» (Франкфурт, Германия), где уже высоко оценена специалистами и потребителями, а также отмечена рядом наград и призов разной номинации: 2004-2006 гг. – дипломы «За лучшее качество и дизайн продукции». 2004-2006 гг. – золотая медаль «Лучший отечественный товар года». 2005 г. – звание «Лучшее предприятие года» - Ассамблея деловых кругов Украины. 2005 г. – международный приз «За качество в текстильной и швейной промышленности» - (Мадрид, Испания). 2005 г. – золотой знак «Управление глобальным качеством» - Клуба лидеров торговли (Мадрид, Испания). 2006 г. – международный приз «Золотая Европейская награда за качество» - (Приз нового тысячелетия) Клуба лидеров торговли (Париж, Франция). 2008 г. – международный приз – «Золотая награда за технологию и качество» - (Приз нового тысячелетия) Клуба лидеров торговли (Париж, Франция). Успешное развитие компании определяет эффективная производственная и маркетинговая политика, поиск новых направлений развития ассортимента, а главное - высокое качество продукции.